# سيبيورا

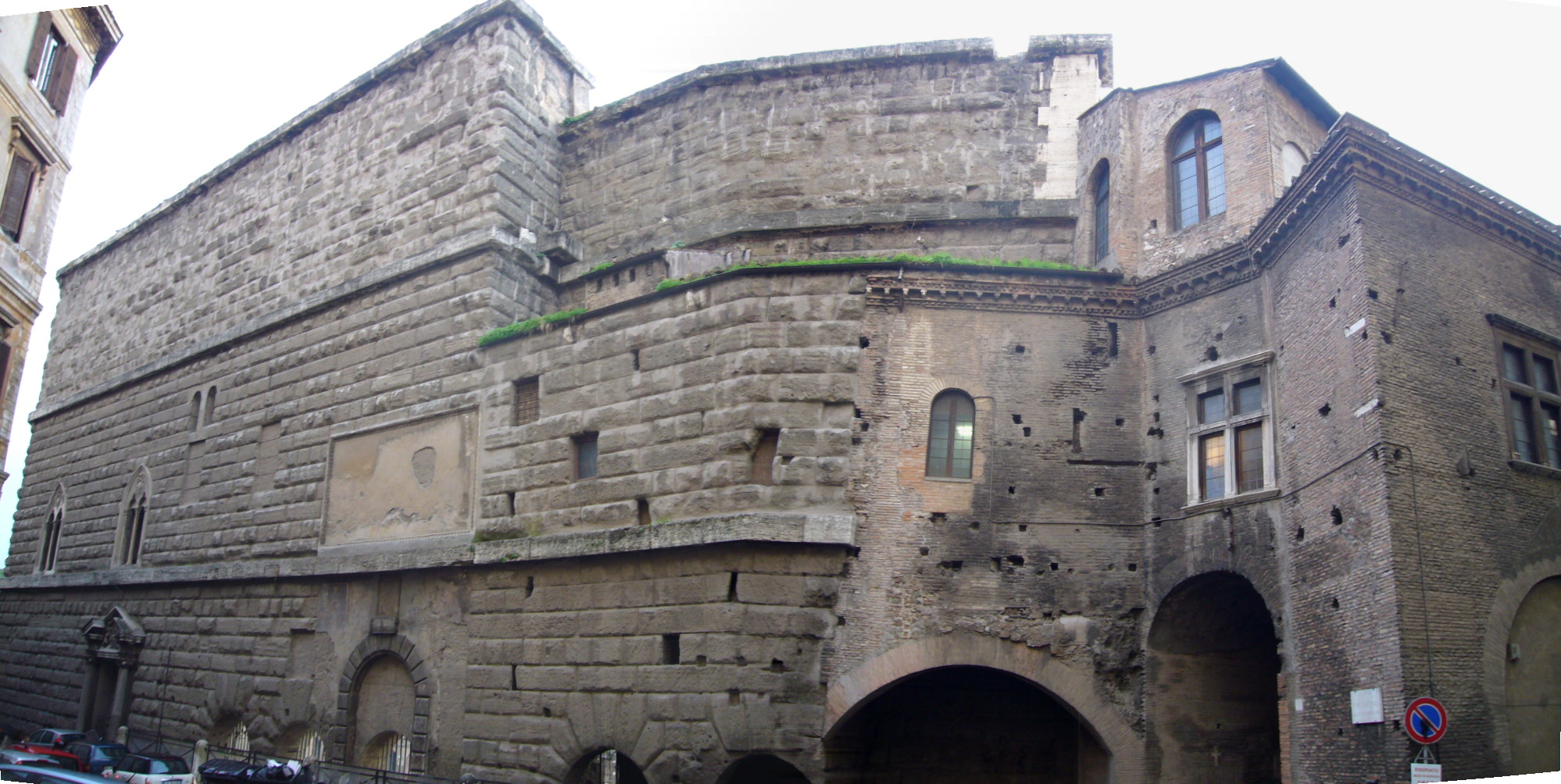
جدار من منزل في سيبيورا

سيبيورا (بالإنجليزية: Suburra)‏ كانت منطقة بمدينة روما، إيطاليا تقع تحت موروس تيريوس [الإنجليزية] على كاريناي [الإنجليزية]. في العصور الرومانية القديمة، كانت منطقة مزدحمة من الطبقة الدنيا مع سمعة سيئة كمنطقة ضوء أحمر. تقع المنطقة في الانخفاض بين الطرف الجنوبي من هضبة فيمينال والطرف الغربي من تلال هضبة إسكيلين. عاش معظم سكانها في insulae، وهي مباني سكنية طويلة مع تابيرنا في الطابق الأرضي.

## روابط خارجية
- Subura (article in Platner's Topographical Dictionary of Ancient Rome)
- Location of Caesars house in Subura (Historian Peter Oersteds speculation: The location of Caesars house in the Subura)